# Dichagyris rhodopetala
Dichagyris rhodopetala là một loài bướm đêm trong họ Noctuidae.